# U-281
U-281 – niemiecki okręt podwodny (U-Boot) typu VII C z okresu II wojny światowej. Okręt wszedł do służby w 1943 roku. Jedynym dowódcą był Oblt. Heinz von Davidson.

## Historia
Wcielony do 8. Flotylli U-Bootów celem szkolenia załogi, od sierpnia 1943 roku kolejno w 7. i 33. Flotylli jako jednostka bojowa.
Odbył cztery patrole bojowe, podczas których nie zatopił żadnej jednostki przeciwnika.
Poddany 9 maja 1945 roku w Kristiansand-Süd (Norwegia). Przebazowany do Loch Ryan (Szkocja), zatonął 30 listopada 1945 roku w ramach operacji Deadlight w trakcie holowania przez niszczyciel eskortowy ORP „Krakowiak”.